# Milan Biševac
Milan Biševac, cyr. Милан Бишевац (ur. 31 sierpnia 1983 w Kosowskiej Mitrowicy) – serbski piłkarz występujący na pozycji obrońcy w luksemburskim klubie Swift Hesperange. Były reprezentant Serbii.

## Kariera klubowa
Biševac pochodzi z Kosowa. Urodził się w jednym z większych miast tego regionu, Kosovskiej Mitrovicy. Piłkarską karierę zaczynał jednak gdzie indziej, bo w stolicy kraju, Belgradzie. Trafił tam do drużyny juniorów zespołu OFK Beograd. Jednak tam nie poznano się na jego talencie i Milan trafił do innego klubu belgradzkiego, FK Milicionar. Tam przez 2 lata grywał w drużynie juniorów, będącej zapleczem pierwszej drużyny. W 2001 roku trafił do jugosłowiańskiej trzeciej ligi (okręg Belgrad) do zespołu BASK Zagrzeb. W BASK zadebiutował w dorosłym futbolu i już jako 18-letni wówczas piłkarz wywalczył miejsce w podstawowej jedenastce tego klubu. Przez 2 sezony zdobył 5 bramek w 52 meczach dla BASK. Latem 2003 Milan był już zawodnikiem kolejnego belgradzkiego klubu, tym razem FK Bežanija, pochodzącego z przedmieść stolicy. Tam rozegrał 15 meczów w rundzie jesiennej drugiej ligi i zdobył jednego gola. Jego gra spodobała się trenerowi i kierownictwu klubu FK Železnik i od stycznia Biševac był już piłkarzem tego klubu. I właśnie w przeciągu całego sezonu zaczęto w całej Serbii dostrzegać talent Milana. Z Železnikiem zajął wysokie 3. miejsce w lidze, po czym w lecie 2004 został kupiony do jednego z najsłynniejszych bałkańskich klubów, Crvenej Zvezdy Belgrad. Od razu wywalczył miejsce na środku obrony tego klubu i rozegrał w niej w swoim pierwszym sezonie 24 mecze i zdobył 1 bramkę. Crvena zajęła jednak 2. miejsce w lidze przegrywając mistrzostwo kraju z odwiecznym rywalem Partizanem Belgrad. Kolejny sezon w wykonaniu „Czerwonej Gwiazdy” był już jednak dużo lepszy i to piłkarze tego klubu z Biševacem w pierwszym składzie zostali mistrzami Serbii.
25 sierpnia 2006 Milan podpisał kontrakt z francuskim RC Lens, ale na rundę jesienną sezonu 2006/2007 pozostał w Belgradzie, a do Lens przeniósł się w styczniu 2007. W Ligue 1 zadebiutował 3 lutego w wygranym 3:1 wyjazdowym spotkaniu z Valenciennes FC. W Lens grał półtora roku i był podstawowym zawodnikiem, jednak na koniec sezonu 2007/2008 spadł z nim z ligi.
Latem 2008 Biševac przeszedł do Valenciennes FC, a swój pierwszy mecz dla tego klubu rozegrał 9 sierpnia przeciwko AS Saint-Étienne (1:0).
Latem 2011 trafił do Paris Saint-Germain F.C. Przed kolejnym sezonem klub zatrudnił Thiago Silve z A.C. Milan, a także chciał sprowadzić skrzydłowego Lucasa Moure w związku z czym Biševac został wystawiony na sprzedaż aby zwolnić jedno z czterech miejsc dla graczy spoza Unii Europejskiej. Ostatecznie latem 2012 roku, za 2,75 miliona Euro Milan trafił do Olympique Lyon. W klubie z Rodanu spędził blisko cztery lata w ciągu których zanotował 70 występów w Ligue 1. 6 stycznia 2016 roku rozwiązał umowę z francuską ekipą, dzięki czemu za darmo przeniósł się do SS Lazio. Po zakończeniu sezonu rozwiązał za porozumieniem stron kontrakt z włoskim klubem i powrócił do Francji. Związał się dwuletnią umową z klubem FC Metz. W sezonie 2017/2018 jego klub zajął ostatnie miejsce w Ligue 1, a sam zawodnik po wygaśnięciu umowy odszedł z klubu. W sierpniu 2018 roku dołączył do drużyny mistrza Luksemburga – F91 Dudelange.

## Kariera reprezentacyjna
Swoją reprezentacyjną karierę Biševac rozpoczął od występów w reprezentacji Serbii i Czarnogóry w kategorii Under-19. Potem przyszły występy w kadrze Under-21, z którą to wywalczył młodzieżowe mistrzostwo Europy w 2004 roku na mistrzostwach w Niemczech. W tym samym roku brał udział w Igrzyskach Olimpijskich w Atenach. Jednak Serbowie wespół z Czarnogórcami zajęli ostatnie 4. miejsce w grupie odpadając Argentyną, Australią i Tunezją. W pierwszej reprezentacji zadebiutował dopiero w 2006 roku już za kadencji Hiszpana Javiera Clemente. Debiut miał miejsce 16 sierpnia w wygranym 3:1 meczu z Czechami. 6 września natomiast zadebiutował w meczu o punkty, w eliminacjach do Euro 2008 zremisowanym 1:1 z Polską.